# Permafrost

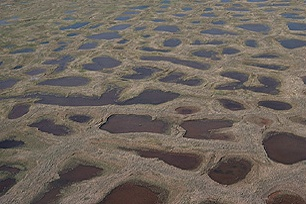
Permafrost

El permafrost pergelisol o gelisuelo, es la capa de suelo congelado permanentemente de las regiones periglaciares, como la tundra. Puede encontrarse en áreas circumpolares de Canadá, Alaska, Groenlandia, Siberia, Tíbet, Noruega y en varias islas del océano Atlántico sur como las islas Georgias del Sur y las islas Sandwich del Sur.[cita requerida]
Según la Asociación Internacional de Permafrost (International Permafrost Association, IPA), el permafrost se define como suelo, roca o sedimentos que permanecen a una temperatura inferior a 0 °C durante al menos dos años consecutivos. Esta definición no limita la presencia del permafrost a áreas sin cobertura de hielo o nieve,
El permafrost también puede encontrarse bajo capas de hielo o nieve permanentes, como en ciertas regiones de la Antártida. (Harada, K., et al. (2000). Permafrost beneath Antarctic ice sheets.) (Christoffersen, P., et al. (2006). Basal conditions beneath Antarctic ice streams.)
Durante cientos de miles de años, el permafrost del Ártico ha acumulado grandes reservas de carbono orgánico (se estima que de 1,4 a 1,85 billones de toneladas métricas). Los pronósticos predicen una disminución en las áreas congeladas perennemente debido al aumento del calentamiento global. Cuando el permafrost se descongela, se libera dióxido de carbono y metano.

## Etimología
La etimología de permafrost viene del inglés perma-, de permanent, ‘permanente’, y frost, ‘escarcha’, ‘congelado’. La palabra fue acuñada en 1943 por S. W. Muller.
Aunque esta palabra se utiliza literalmente en español, existen equivalentes para remplazarla, como pergelisuelo o pergelisol.
La etimología de pergelisol, propuesta por el geólogo estadounidense Kirk Bryan en 1946, viene de per, del latín permanens, ‘permanente’, gel, del latín gelare, ‘congelar’, con una -i- de unión, y sol, del latín solum, ‘suelo’.

## Primeros estudios

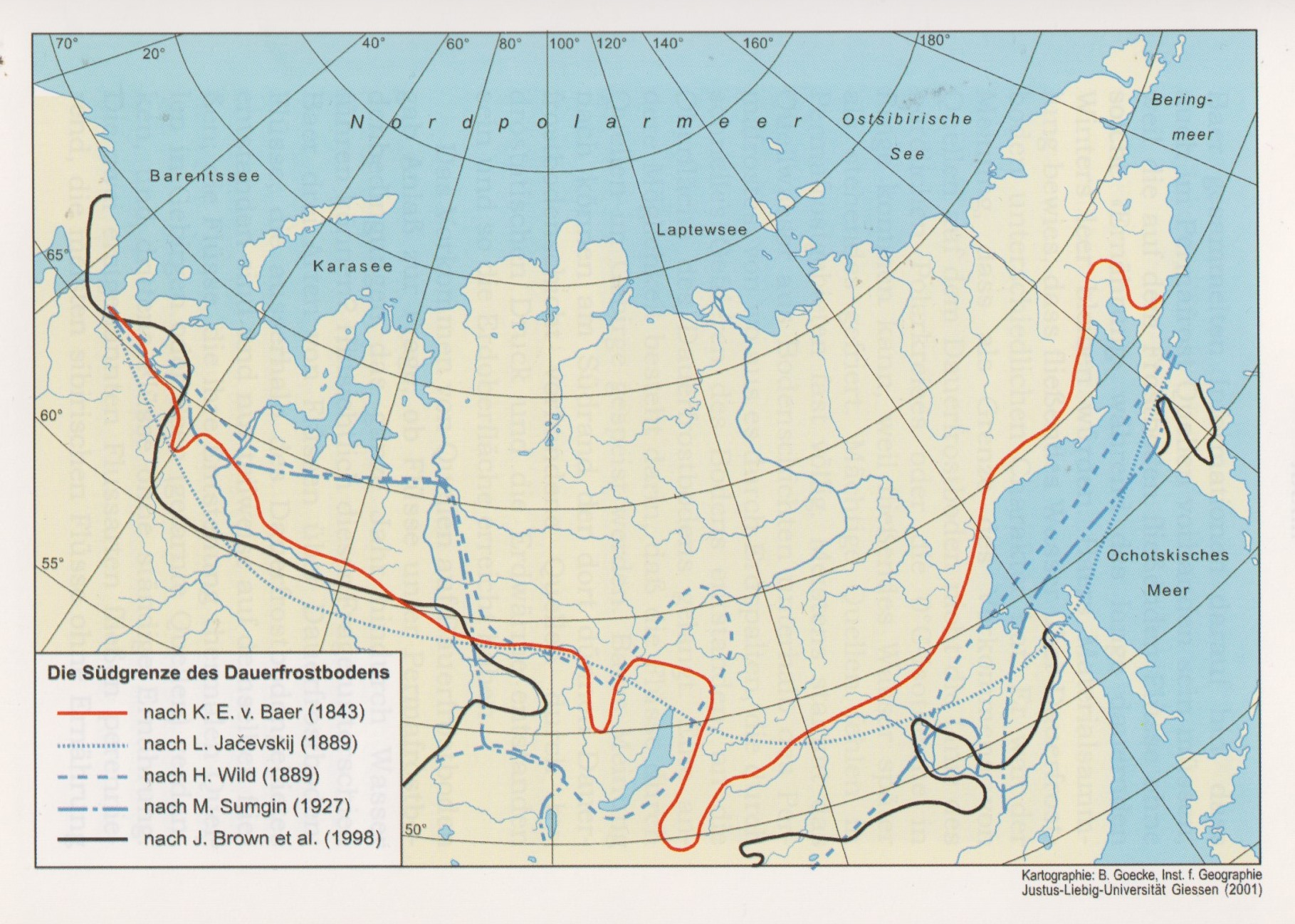
Límite meridional del permafrost en Eurasia según Karl Ernst von Baer (1843), y otros autores

En contraste con la relativa escasez de informes sobre el suelo congelado en América del Norte antes de la Segunda Guerra Mundial, existía una vasta literatura en ruso sobre la ciencia básica del permafrost y los aspectos de ingeniería del mismo. Algunos autores rusos relacionan la investigación del permafrost con el nombre de Alexander von Middendorff (1815-1894). Sin embargo, los científicos rusos también se dieron cuenta de que a Karl Ernst von Baer se le debe dar el atributo de «fundador de la investigación científica del permafrost». En 1843, el estudio original de Baer «materiales para el estudio del hielo terrestre perenne» estaba listo para ser impreso. El detallado estudio de Baer consta de 218 páginas y fue escrito en lengua alemana, ya que era un científico alemán del Báltico. Enseñaba en la Universidad de Königsberg y llegó a ser miembro de la Academia de Ciencias de San Petersburgo. Este primer libro de texto del mundo sobre el permafrost fue concebido como una obra completa y estuvo listo para su impresión en 1843. Pero permaneció perdido durante unos 150 años. Sin embargo, a partir de 1838, Baer editó varias publicaciones individuales sobre el permafrost. La Academia Rusa de Ciencias honró a Baer con la publicación de una traducción tentativa al ruso de su estudio en 1942.[cita requerida]
Estos hechos quedaron completamente olvidados tras la Segunda Guerra Mundial. Así, en 2001, el descubrimiento del texto mecanografiado de 1843 en los archivos de la biblioteca de la Universidad de Giessen y su publicación anotada fue una sensación científica. El texto completo del trabajo original de Baer está disponible en línea (234 páginas). El editor añadió a la reimpresión facsímil un prefacio en inglés, dos mapas en color del permafrost de Eurasia y algunas figuras de las características del permafrost. El texto de Baer se introduce con comentarios detallados y referencias en 66 páginas adicionales escritas por el historiador estonio Erki Tammiksaar. La lectura de la obra es fascinante, porque tanto las observaciones de Baer sobre la distribución del permafrost como sus descripciones morfológicas periglaciales siguen siendo en gran medida correctas hoy en día. Con su recopilación y análisis de todos los datos disponibles sobre el hielo terrestre y el permafrost, Baer sentó las bases de la terminología moderna del permafrost. El límite meridional del permafrost en Eurasia dibujado por Baer en 1843 se corresponde bien con el límite meridional real en el Mapa Circumártico de las Condiciones del Permafrost y del Hielo Terrestre de la Asociación Internacional del Permafrost. (editado por J. Brown et al.).[cita requerida]
A partir de 1942, Siemon William Muller ahondó en la literatura rusa relevante que se encontraba en la Biblioteca del Congreso de los Estados Unidos y en la Biblioteca del Servicio Geológico de Estados Unidos de manera que pudo proporcionar al gobierno una guía de campo de ingeniería y un informe técnico sobre el permafrost en 1943", año en el que acuñó el término como una contracción de la locución  «congelado permanentemente». Aunque originalmente se consideró como información clasificada (como U.S. Army. Office of the Chief of Engineers, Strategic Engineering Study, n.º 62, 1943), en 1947 se dio a conocer públicamente un informe revisado, que se considera el primer tratado estadounidense sobre el tema.

## Clasificación y extensión

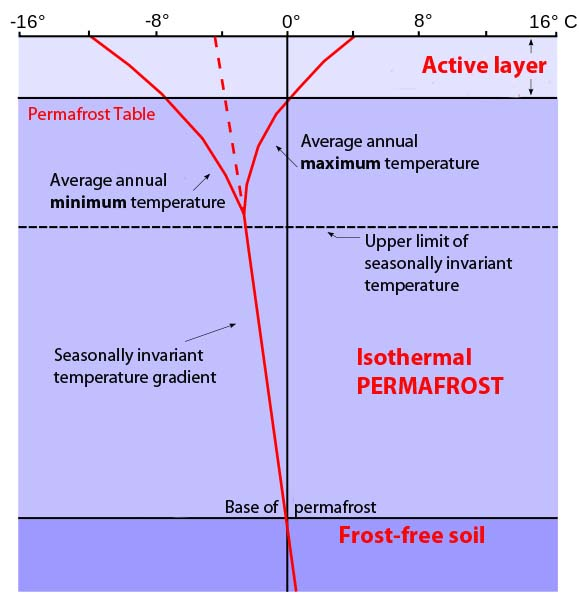
Líneas rojas: Temperaturas extremas estacionales (punteadas=promedio).La línea roja punteada a sólida representa el perfil de temperatura promedio con la profundidad del suelo en una región de permafrost. Las líneas en forma de trompeta de la parte superior muestran las temperaturas máximas y mínimas estacionales en la "capa activa", que comienza a la profundidad en la que la temperatura máxima anual se cruza con 0 °C. La capa activa se congela estacionalmente, y la vida vegetal sólo puede sostenerse dentro de la capa activa, ya que el crecimiento y el establecimiento de las raíces sólo pueden producirse en un suelo que esté totalmente descongelado durante una parte del año. El grosor de la capa activa varía según el año y la ubicación, pero suele tener un grosor de 0,6 - 4 m. En zonas de permafrost continuo e inviernos duros, la profundidad del permafrost puede superar los 1400 m. El permafrost también puede almacenar carbono, tanto en forma de turba como de metano. Los trabajos que investigan el tamaño de la reserva de carbono del permafrost estiman que se almacenan entre 1400 y 1700 Gt de carbono en la región circumpolar septentrional del permafrost. Mientras que un estudio reciente que incluye almacenes de la meseta tibetana, estima que el total de reservas de carbono en el permafrost del hemisferio norte es de 1832 Gt. Esta gran reserva de carbono representa más carbono del que existe actualmente en todos los seres vivos.
. La zona central está congelada perennemente, y la capa inferior es donde la temperatura geotérmica está por encima de la congelación. Nótese la importancia de la línea vertical de 0° C: Denota el fondo de la capa activa en la zona de temperatura estacionalmente variable y el límite inferior del permafrost a medida que la temperatura aumenta con la profundidad.

El permafrost es el suelo, roca o sedimento que está congelado durante más de dos años consecutivos. En las zonas no cubiertas por el hielo, existe debajo de una capa de suelo, roca o sedimento, que se congela y descongela anualmente y se denomina «capa activa». En la práctica, esto significa que el permafrost se produce a una temperatura media anual de -2 °C o inferior. El grosor de la capa activa varía según la estación, pero tiene entre 0,3 y 4 metros de espesor (poco profundo a lo largo de la costa ártica, profundo en el sur de Siberia y en la Meseta Qinghai tibetana.[cita requerida]
La extensión del permafrost se muestra en términos de zonas de permafrost, que se definen según el área subyacente al permafrost como continua (90%-100%), discontinua (50%-90%), esporádica (10%-50%) y parches aislados (10 % o menos). Estas zonas de permafrost cubren en conjunto aproximadamente el 22 % del hemisferio norte. La zona de permafrost continuo cubre algo más de la mitad de esta área, el permafrost discontinuo alrededor del 20 %, y el permafrost esporádico junto con parches aislados poco menos del 30 %. Debido a que las zonas de permafrost no están enteramente subyacentes por el permafrost, sólo el 15 % del área libre de hielo del Hemisferio Norte está realmente subyacente por el permafrost. La mayor parte de esta área se encuentra en Siberia, el norte de Canadá, Alaska y Groenlandia. Por debajo de la capa activa, las oscilaciones anuales de temperatura del permafrost se reducen con la profundidad. La mayor profundidad del permafrost se produce allí donde el calor geotérmico mantiene una temperatura por encima del punto de congelación. Por encima de ese límite inferior puede haber permafrost con una temperatura anual constante: el "permafrost isotérmico".

### Continuidad de la cobertura
El permafrost suele formarse en cualquier clima en el que la temperatura media anual del aire sea inferior al punto de congelación del agua. Dado que todos los glaciares se calientan en su base por el calor geotérmico, los glaciares templados, que están cerca del punto de fusión por presión en todo su recorrido, pueden tener agua líquida en la interfaz con el suelo y, por tanto, no tienen permafrost subyacente. Las anomalías frías "fósiles" en el gradiente geotérmico en zonas donde se desarrolló el permafrost profundo durante el Pleistoceno persisten hasta varios cientos de metros. Esto es evidente a partir de las mediciones de temperatura en pozos de sondeo en América del Norte y Europa.

#### Permafrost discontinuo
La temperatura bajo el suelo varía menos de una estación a otra que la temperatura del aire, y las temperaturas medias anuales tienden a aumentar con la profundidad como resultado del gradiente geotérmico de la corteza. Por lo tanto, si la temperatura media anual del aire es sólo ligeramente inferior a  0 °C, el permafrost se formará sólo en los lugares que están cubiertos, generalmente con un aspecto norte o sur (en los hemisferios norte y sur). (en los hemisferios norte y sur respectivamente) -creando un permafrost discontinuo. Por lo general, el permafrost permanecerá discontinuo en un clima en el que la temperatura media anual de la superficie del suelo esté entre  -5 y 0 C. En las zonas húmedas-invernadas antes mencionadas, puede que ni siquiera haya permafrost discontinuo hasta −2 grados Celsius (28,4 °F). El permafrost discontinuo suele dividirse en permafrost discontinuo extensivo, donde el permafrost cubre entre el 50 y el 90 por ciento del paisaje y suele encontrarse en zonas con temperaturas medias anuales entre  -2 y -4 C , y en permafrost esporádico, donde la cobertura de permafrost es inferior al 50 por ciento del paisaje y suele darse a temperaturas medias anuales entre  0 y -2 C.
En la ciencia del suelo, la zona de permafrost esporádico se abrevia SPZ y la zona de permafrost discontinuo extensivo DPZ'.
Las excepciones se dan en la Siberia y Alaska no glaciadas, donde la profundidad actual del permafrost es una  reliquia  geológica de las condiciones climáticas durante las épocas glaciares, en las que los inviernos eran hasta 11 C más fríos que los actuales.

#### Permafrost continuo
| Localidad                              | Superficie    |
| -------------------------------------- | ------------- |
| Meseta tibetana (Meseta Qinghai-Tíbet) | 1.300.000 km² |
| Montañas Jangái - Macizo de Altái      | 1.000.000 km² |
| Cordillera de Brooks                   | 263.000 km²   |
| Cadenas montañosas de Siberia          | 255.000 km²   |
| Groenlandia                            | 251.000 km²   |
| Montes Urales                          | 125.000 km²   |
| Cordillera de los Andes                | 100.000 km²   |
| Montañas Rocosas (EE. UU. y Canadá)    | 100.000 km²   |
| Fenoscandia                            | 75.000 km²    |
| Restante                               | < 100.000 km² |

A temperaturas medias anuales de la superficie del suelo inferiores a -5 C, la temperatura nunca puede ser suficiente para descongelar el permafrost y se forma una zona de permafrost continuo (abreviada como CPZ). Una línea de permafrost continuo en el Hemisferio Norte representa la frontera más meridional donde la tierra está cubierta por permafrost continuo o hielo glacial. La línea de permafrost continuo varía en todo el mundo hacia el norte o hacia el sur debido a los cambios climáticos regionales. En el hemisferio sur, la mayor parte de la línea equivalente caería dentro del Océano Austral si hubiera tierra allí. La mayor parte de la Continente antártico está recubierta por glaciares, bajo los cuales gran parte del terreno está sometido a fusión basal. El terreno expuesto de la Antártida está sustancialmente subyacente con permafrost, parte de la cual está sujeta al calentamiento y al deshielo a lo largo del litoral.

## Riesgos geológicos asociados a la desaparición del permafrost

### Causas de la degradación del permafrost
La desaparición del suelo congelado de forma perenne viene condicionada por el aumento de la temperatura media de la Tierra a causa del calentamiento global. 
Según estudios recientes, un aumento de 2 °C supondría la pérdida del 40 % del permafrost mundial. Si se cumple el Acuerdo de París, que fijó como objetivo mantener el calentamiento global por debajo de 2 °C, tratando de limitarlo a1,5 °C, se salvaría gran parte del permafrost del mundo.
Los procesos que se encuentran involucrados con la degradación del permafrost que pueden originar riesgos geológicos son los siguientes:
- Calentamiento del permafrost: el aumento de la temperatura del suelo puede provocar su descongelamiento y pérdida gradual de la fuerza de carga. Los suelos descongelados pueden ser más compresibles o presentar menor cohesión en comparación a cuando se encuentran en estado congelado. En particular, los suelos más porosos, orgánicos o con gran cantidad de agua serán más susceptibles a sufrir cambios con la descongelación, dando por resultado un aumento en el contenido en agua de la capa activa.
- Engrosamiento de la capa activa debido al aumento de temperaturas.
- Desarrollo de capas profundas descongeladas completamente libres de permafrost (también denominadas taliks).
(Hjort J. et all., 2022. “Impacts of permafrost degradation on infrastructure”. Nature Reviews Earth & Environment, vol. 3, no. 1, pp. 24-38)  

### Peligros asociados a la desaparición del permafrost
El suelo con permafrost exhibe propiedades muy cambiantes desde el estado congelado al estado descongelado debido al cambio de fase de hielo a agua y al aumento de temperatura que sufre la fracción sólida libre de agua.
Cuando hay presencia de agua en el sustrato, los suelos congelados presentan mayor resistencia al disminuir la temperatura, es decir, el hielo actúa como cemento cohesionando las partículas del suelo. Cuando la temperatura aumenta, el agua no congelada de la matriz de hielo puede mostrar propiedades de compresión y aumento de la tasa de fluencia. Si se supera el punto de congelación del suelo (T > 0 °C), la capacidad de carga se reduce y el suelo ya no puede mantener la estabilidad de la ingeniería que haya por encima, lo cual produce asentamientos diferenciales y daños en las infraestructuras. (Hjort J. et all., 2022. “Impacts of permafrost degradation on infrastructure”. Nature Reviews Earth & Environment, vol. 3, no. 1, pp. 24-38) 
Por lo tanto, la degradación del permafrost rico en hielo puede aumentar el riesgo de varios peligros naturales, como subsidencia, hundimientos o movimientos de ladera, que pueden dañar carreteras, edificios, tuberías, aeropuertos y otros tipos de infraestructuras presentes en el territorio. Desde principios de la década del 2000, el número de evaluaciones de peligros geológicos ha aumentado junto con el desarrollo de proyecciones climáticas. La distribución circumpolar de las áreas de alto riesgo depende de cambios en el espesor de la capa activa en combinación con el contenido de hielo en el suelo. Además, otros factores ambientales que también hay que tener en cuenta son la geología superficial, la temperatura y degradación del permafrost, la pendiente y las tasas de erosión de la costa. (Hjort J. et all., 2022. “Impacts of permafrost degradation on infrastructure”. Nature Reviews Earth & Environment, vol. 3, no. 1 , pp. 24-38) 
En un futuro, hasta el 70 % de la infraestructura circumpolar fundamental podría estar en riesgo por medio siglo. (Hjort J. et all., 2022. “Impacts of permafrost degradation on infrastructure”. Nature Reviews Earth & Environment, vol. 3, no. 1 , pp. 24-38)

Impacto del cambio climático en el permafrost:
El cambio climático está acelerando el deshielo del permafrost, con importantes implicaciones para el sistema climático, los ecosistemas y las infraestructuras humanas:
1. Liberación de gases de efecto invernadero
El permafrost contiene aproximadamente 1.7 billones de toneladas de carbono, más del doble del carbono presente en la atmósfera. A medida que las temperaturas globales aumentan, el permafrost descongelado libera dióxido de carbono (CO₂) y metano (CH₄), dos potentes gases de efecto invernadero. Este proceso contribuye a un ciclo de retroalimentación positiva, intensificando el calentamiento global y amenazando los objetivos climáticos internacionales.
2. Transformación de ecosistemas
El deshielo del permafrost modifica los hábitats de flora y fauna en las regiones árticas. Por ejemplo:
-Vegetación: La pérdida de suelos congelados favorece la expansión de bosques boreales hacia áreas de tundra.
-Fauna: Los cambios en el régimen térmico del suelo afectan especies dependientes de ecosistemas congelados, como el reno y el zorro ártico.
3. Riesgos para infraestructuras
El colapso del suelo debido al deshielo genera graves daños en infraestructuras de regiones árticas:
-Carreteras y edificios sufren deformaciones y hundimientos.
-Oleoductos y gasoductos, como los de Siberia, enfrentan riesgos de ruptura.
-Se estima que más del 70% de las infraestructuras del Ártico estarán en riesgo para 2050 si no se toman medidas de adaptación.
4. Contribución al aumento del nivel del mar
En regiones glaciares, el deshielo del permafrost contribuye al deslizamiento de glaciares hacia el océano, acelerando el aumento del nivel del mar. Este fenómeno amplifica los impactos del cambio climático en las costas de todo el mundo.
Referencias:
[1]
Schuur, E. A. G., et al. (2015). Climate change and the permafrost carbon feedback. Nature, 520, 171–179.
[2]
Hugelius, G., et al. (2014). Estimated stocks of circumpolar permafrost carbon with quantified uncertainty ranges and identified data gaps. Biogeosciences, 11, 6573–6593.
[3]
IPCC, 2021. Sixth Assessment Report: Climate Change 2021. The Physical Science